# Killers of the Flower Moon
Killers of the Flower Moon is een Amerikaanse westernfilm uit 2023, geregisseerd door Martin Scorsese naar een scenario van Scorsese en Eric Roth. De film is gebaseerd op het non-fictieboek Killers of the Flower Moon: An American Crime and the Birth of the FBI van David Grann uit 2017 over de indianenmoorden in Osage County.

## Verhaal
Leden van de Osage-indianenstam in het noordoosten van Oklahoma worden in de jaren 1920 onder mysterieuze omstandigheden vermoord, wat leidt tot een groot onderzoek van de pas opgerichte FBI onder leiding van voormalig Texas Ranger Tom White.

## Rolverdeling
| Acteur            | Personage          |
| ----------------- | ------------------ |
| Leonardo DiCaprio | Ernest Burkhart    |
| Robert De Niro    | William Hale       |
| Jesse Plemons     | Tom White          |
| Lily Gladstone    | Mollie Burkhart    |
| Tantoo Cardinal   | Lizzie Q           |
| Brendan Fraser    | W.S. Hamilton      |
| John Lithgow      | Prosecutor Leaward |
| Cara Jade Myers   | Anna Brown         |
| JaNae Collins     | Reta               |
| Jillian Dion      | Minnie             |
| William Belleau   | Henry Roan         |
| Louis Cancelmi    | Kelsie Morrison    |
| Jason Isbell      | Bill Smith         |
| Sturgill Simpson  | Henry Grammer      |
| Tatanka Means     | John Wren          |
| Gary Basaraba     | William J. Burns   |
| Barry Corbin      | Undertaker Turton  |
| Katherine Willis  | Myrtle Hale        |

## Productie
In april 2017 werd bekendgemaakt dat Martin Scorsese, Leonardo DiCaprio en Robert De Niro zouden deelnemen aan de verfilming van David Granns non-fictieboek Killers of the Flower Moon, bewerkt door Eric Roth. In juli 2017 vertelde productieontwerper Dante Ferretti dat het filmen zou aanvangen begin 2018, onder regie van Scorsese en met DiCaprio in de hoofdrol. In oktober 2018 werd aangekondigd dat de filmopnames pas zouden starten na het voltooien van Scorsese's The Irishman (2019). Er werd verwacht dat de opnames in de zomer van 2019 zouden beginnen.
Uiteindelijk begonnen de filmopnames op 19 april 2021, met opnames in Osage County en Washington County, met name in Pawhuska, Fairfax en Bartlesville. Op 13 mei liep De Niro een quadriceps-spierblessure op en keerde terug naar New York voor medische hulp. De productie liep geen vertraging op, aangezien de daaropvolgende scènes van De Niro in juni 2021 zouden worden gefilmd. Het filmen werd afgerond op 1 oktober 2021.

## Release en ontvangst
Killers of the Flower Moon ging op 20 mei 2023 in première op het Filmfestival van Cannes. De film werd vanaf 12 januari 2024 uitgezonden op de streamingdienst Apple TV+.
De film kreeg positieve kritieken van de filmcritici, met een score van 93% op Rotten Tomatoes, gebaseerd op 64 beoordelingen.

## Prijzen en nominaties
De belangrijkste:
| Jaar | Prijs                       | Categorie                           | Genomineerde(n)                                  | Uitslag     |
| ---- | --------------------------- | ----------------------------------- | ------------------------------------------------ | ----------- |
| 2024 | Academy Awards (Oscars)     | Beste film                          | Beste film                                       | Genomineerd |
| 2024 | Academy Awards (Oscars)     | Beste regisseur                     | Martin Scorcese                                  | Genomineerd |
| 2024 | Academy Awards (Oscars)     | Beste vrouwelijke hoofdrol          | Lily Gladstone                                   | Genomineerd |
| 2024 | Academy Awards (Oscars)     | Beste mannelijke bijrol             | Robert De Niro                                   | Genomineerd |
| 2024 | Academy Awards (Oscars)     | Beste camerawerk                    | Rodrigo Prieto                                   | Genomineerd |
| 2024 | Academy Awards (Oscars)     | Beste montage                       | Thelma Schoonmaker                               | Genomineerd |
| 2024 | Academy Awards (Oscars)     | Beste productieontwerp              | Jack Fisk en Adam Willis                         | Genomineerd |
| 2024 | Academy Awards (Oscars)     | Beste originele muziek              | Robbie Robertson                                 | Genomineerd |
| 2024 | Academy Awards (Oscars)     | Beste originele nummer              | Scott George (Wahzhazhe ("A Song for My People") | Genomineerd |
| 2024 | Academy Awards (Oscars)     | Beste kostuumontwerp                | Jacqueline West                                  | Genomineerd |
| 2024 | British Academy Film Awards | Beste film                          | Beste film                                       | Genomineerd |
| 2024 | British Academy Film Awards | Beste mannelijke bijrol             | Robert De Niro                                   | Genomineerd |
| 2024 | British Academy Film Awards | Beste originele muziek              | Robbie Robertson                                 | Genomineerd |
| 2024 | British Academy Film Awards | Beste casting                       | Ellen Lewis en Rene Haynes                       | Genomineerd |
| 2024 | British Academy Film Awards | Beste cinematografie                | Rodrigo Prieto                                   | Genomineerd |
| 2024 | British Academy Film Awards | Beste montage                       | Thelma Schoonmaker                               | Genomineerd |
| 2024 | British Academy Film Awards | Beste kostuumontwerp                | Jacqueline West                                  | Genomineerd |
| 2024 | British Academy Film Awards | Beste productieontwerp              | Jack Fisk en Adam Willis                         | Genomineerd |
| 2024 | British Academy Film Awards | Beste grime en haar                 | Kay Georgiou en Thomas Nellen                    | Genomineerd |
| 2024 | Golden Globes               | Beste film – drama                  | Beste film – drama                               | Genomineerd |
| 2024 | Golden Globes               | Beste regisseur                     | Martin Scorcese                                  | Genomineerd |
| 2024 | Golden Globes               | Beste actrice in een film – drama   | Lily Gladstone                                   | Gewonnen    |
| 2024 | Golden Globes               | Beste acteur in een film – drama    | Leonardo DiCaprio                                | Genomineerd |
| 2024 | Golden Globes               | Beste mannelijke bijrol in een film | Robert De Niro                                   | Genomineerd |
| 2024 | Golden Globes               | Beste script                        | Eric Roth en Martin Scorsese                     | Genomineerd |
| 2024 | Golden Globes               | Beste filmmuziek                    | Robbie Robertson                                 | Genomineerd |
| 2024 | Critics Choice Awards       | Beste film                          | Beste film                                       | Genomineerd |
| 2024 | Critics Choice Awards       | Beste regisseur                     | Martin Scorcese                                  | Genomineerd |
| 2024 | Critics Choice Awards       | Beste vrouwelijke hoofdrol          | Lily Gladstone                                   | Genomineerd |
| 2024 | Critics Choice Awards       | Beste mannelijke hoofdrol           | Leonardo DiCaprio                                | Genomineerd |
| 2024 | Critics Choice Awards       | Beste mannelijke bijrol             | Robert De Niro                                   | Genomineerd |
| 2024 | Critics Choice Awards       | Beste acteerensemble                | Beste acteerensemble                             | Genomineerd |
| 2024 | Critics Choice Awards       | Beste bewerkte scenario             | Eric Roth en Martin Scorsese                     | Genomineerd |
| 2024 | Critics Choice Awards       | Beste camerawerk                    | Rodrigo Prieto                                   | Genomineerd |
| 2024 | Critics Choice Awards       | Beste productieontwerp              | Jack Fisk en Adam Willis                         | Genomineerd |
| 2024 | Critics Choice Awards       | Beste montage                       | Thelma Schoonmaker                               | Genomineerd |
| 2024 | Critics Choice Awards       | Beste kostuumontwerp                | Jacqueline West                                  | Genomineerd |
| 2024 | Critics Choice Awards       | Beste filmmuziek                    | Robbie Robertson                                 | Genomineerd |